# Список республиканских газет Украинской ССР
Список содержит названия и прочие сведения о советских всеукраинских газетах (республиканских газетах Советской Украины), то есть о тех газетах, которые издавались общереспубликанскими организациями и территорией распространения которых был не отдельный регион (область, город, район и т. п.), а вся Советская Украина.
В список включены не только газеты чистого типа, но и периодические издания газетного типа: бюллетени газетного типа, периодические нумерованные приложения к газетам (кроме журналов).
В список не включены журналы и бюллетени журнального типа, даже если они являлись приложением к республиканской газете (однако в примечаниях существование приложения-журнала упоминается).
Принцип отражения названия для газет, которые переименовывались: если издание прекратилось до 24 августа 1991 года (дата провозглашения независимости Украины), то даётся его последнее название; если издание пережило советскую власть на Украине и продолжало издаваться после 24 августа 1991 года, то название приводится то, которое было у него на момент выхода Украины из состава СССР, а переименования в период независимой Украины, если они и были, то приводятся в примечаниях.
| Название                               | Язык       | Издающая организация                                                                          | Первый номер    | Последний номер       | Периодичность                  | Предыдущие названия | Примечания |
| -------------------------------------- | ---------- | --------------------------------------------------------------------------------------------- | --------------- | --------------------- | ------------------------------ | --- | --- |
| Безбожник                              | укр.       |                                                                                               | 1937            | 1941                  |                                | | |
| Вестник Украинской Народной Республики | рус.       | Центральный исполнительны комитет Совета рабочих, солдатских и крестьянских депутатов Украины | 20 декабря 1917 | 1918                  | несколько в неделю             | | Выходила также на украинском языке под названием «Вісник Української Народної Республіки». Место издания: Харьков (с 20 декабря 1917), Киев (с 17 февраля 1918), Полтава (с 5 марта 1918), Екатеринослав (с 12 марта 1918), Таганрог (с 27 марта 1918). |
| Вісник Української Народної Республіки | укр.       | Центральный исполнительны комитет Совета рабочих, солдатских и крестьянских депутатов Украины | 20 декабря 1917 | 1918                  | несколько в неделю             | | Выходила также на русском языке под названием «Вестник Украинской Народной Республики». Место издания: Харьков (с 20 декабря 1917), Киев (с 17 февраля 1918), Полтава (с 5 марта 1918), Екатеринослав (с 12 марта 1918), Таганрог (с 27 марта 1918). |
| Вісті з України                        | укр.       |                                                                                               | 1960            | 2005                  |                                | | В 1998—2005 называлась «Український форум». |
| Вісті Рад депутатів трудящих УРСР      | укр., рус. |                                                                                               | Декабрь 1918    | 14 мая 1941           | ежедневно (несколько в неделю) | Вісті Центрального виконкому Рад робітничих, селянських і червоноармійських депутатів УРСР (с 15 марта 1935 — 29 июля 1938) ← Вісті Всеукраїнського Центрального винавчого комітету Рад робітничих, селянських і червоноармійських депутатів (с 15 ноября 1924) ← Вісті Всеукраїнського виконкому Рад робітничих, селянських і червоноармійських депутатів та губвиконкому Харківщини (с 30 ноября 1923) ← Вісті ВУЦВК (с № 1, 1922) ← Вісті Всеукраїнського Центрального винавчого комітету Рад робітничих, селянських та червоноармійських депутатів (с 1 октября 1920) ← Вісті Всеукраїнського Центрального виконавчого комітету Ради робітничих, селянских та червоноармійських депутатів і Харківського губвиконкому (с 28 апреля 1920) ← Известия Всеукраинского Центрального исполнительного комитета Совета рабочих, крестьянских и красноармейских депутатов и Харьковского губревкома (с № 55, 1920) ← Известия Всеукраинского революционного комитета и Харьковского губернского революционного комитета (с 10 января 1920) ← Известия Харьковского военного революционного комитета (с 16 декабря 1919) ← Известия Всеукраинского Центрального исполнительного комитета Советов рабочих, крестьянских и красноармейских депутатов и исполнительного комитета Киевского Совета рабочих депутатов (с 1 апреля 1919) ← Известия Харьковского Совета и губернского исполнительного комитета рабоче-крестьянских и красноармейских депутатов (с 22 марта 1919) ← Известия Всеукраинского Центрального исполкома Советов рабочих, крестьянских и красноармейских депутатов и Харьковского Совета рабочих, крестьянских и красноармейских депутатов (с 10 марта 1919) ← Известия рабоче-крестьянского правительства Украины и Харьковского Совета депутатов (с 8 марта 1919) ← Известия Временного рабоче-крестьянского правительства Украины и Харьковского Совета рабочих депутатов (с 14 января 1918) | В разное время выходила как в качестве республиканской, так в качестве харьковской губернской газеты. До 25 ноября 1934 г. место издания — Харьков. В годы гражданской войны иногда выходила в Киеве. В разные годы имела ряд приложений: «Культура і побут», «Література, наука, мистецтво», «Література і мистецтво», «Медицина і гігієна», «Наука і освіта», «Радянське будівництво», «Сільське господарство», «Техніка і індустріалізація». |
| Водник                                 | укр., рус  |                                                                                               | 1922            | 2011                  |                                | Днепровский водник [1944—1962] ← Дніпровський більшовик [1934—1941] ← Дніпровський водник [1929—1934] ← Днепровский водник [1922—1923] | |
| За більшовицьку пропаганду та агітацію | укр.       |                                                                                               | 1936            | 1940                  |                                | | |
| Зірка                                  | укр.       |                                                                                               | 1925            | 2004                  |                                | На зміну [1925—1941] ← Юний ленінець [1925] | |
| Друг читача                            | укр.       |                                                                                               | 12 января 1960  | 2013                  | 1 в неделю (≈ 52 в год)        | | |
| Именем закона                          | рус.       |                                                                                               | 1974            | 1993                  |                                | Советский милиционер [1974—1990] | |
| Колгоспник України                     | укр.       |                                                                                               | 1939            | 1949                  |                                | | |
| Колхозное село                         | рус.       |                                                                                               | 1950            | 1963                  |                                | | |
| Комсомольское знамя                    | рус.       |                                                                                               | 1938            | 2002                  |                                | Сталинское племя [1938—1961] | В 1991 году называлась «Коза», с 1992 года «Независимость». |
| Кооперативна фабрика                   | укр.       |                                                                                               | 1932            | 1938                  |                                | | |
| Крылья Украины                         | рус.       |                                                                                               | 1934            | 1993                  |                                | Воздушный транспортник [1934—1945] | |
| Культура і життя                       | укр.       |                                                                                               | 1945            | издание не прекращено |                                | Радянська культура [1955—1965] ← Радянське мистецтво [1945—1954] | |
| Культура і побут                       | укр.       |                                                                                               | 1924            | 1928                  | 1 в неделю (≈ 52 в год)        | | Приложение к газете «Вісті ВУЦВК». |
| Література і мистецтво                 | укр.       |                                                                                               | 1929            | 1930                  |                                | | Приложение к газете «Вісті ВУЦВК». |
| Література, наука, мистецтво           | укр.       |                                                                                               | 1923            | 1924                  | 1 в неделю (≈ 52 в год)        | | Приложение к газете «Вісті ВУЦВК». |
| Літературна Україна                    | укр.       |                                                                                               | 1930            | издание не прекращено |                                | Літературна газета [1945—1962] ← Література і мистецтво [1941—1945] ← Літературна газета [1930—1941] | |
| Медицина і гігієна                     |            |                                                                                               | 1929            | 1929                  |                                | | Приложение к газете «Вісті ВУЦВК». |
| Молодь України                         | укр., рус. |                                                                                               | 1922            | 2019                  |                                | Комсомолець України [1925—1941] ← Молодой ленинец [1924—1925] ← Молодой рабочий [1922—1924] | |
| На допомогу культармійцеві             | укр.       |                                                                                               | 1937            | 1939                  |                                | | |
| Наука і освіта                         | укр.       |                                                                                               | 1929            | 1929                  |                                | | Приложение к газете «Вісті ВУЦВК». |
| Наше життя                             | укр.       |                                                                                               | 1967            | 2012                  |                                | | |
| Освіта                                 | укр.       |                                                                                               | 1940            | издание не прекращено |                                | Радянська освіта [1940—1990] | |
| Патріот Батьківщини                    | укр.       |                                                                                               | 1959            | 2002                  |                                | | В 1992—1995 называлась «Гарт», 1995—2002 гг. — «Патріот України». |
| Правда Украины                         | рус.       |                                                                                               | 1938            | 2014                  |                                | Советская Украина [1938—1943] | |
| Пролетар                               | укр.       |                                                                                               | 1926            | 1932                  |                                | | |
| Рабочая газета                         | рус.       |                                                                                               | 1957            | издание не прекращено |                                | | |
| Радянська Україна                      | укр.       |                                                                                               | 27 февраля 1919 | 2019                  |                                | Комуніст [16 июня 1926 — ] ← Коммунист [с 27 февраля 1919] | С конца 1991 года стала называться «Демократична Україна». |
| Радянське будівництво                  | укр.       |                                                                                               | 1929            | 1929                  |                                | | Приложение к газете «Вісті ВУЦВК». |
| Радянський міліціонер                  | укр.       |                                                                                               | 1944            | 1990                  |                                | На варті Жовтня [1944—] | |
| Радянський селянин                     | укр.       |                                                                                               | 1945            | 1949                  |                                | | |
| Робітнича газета                       | укр.       |                                                                                               | 1957            | 2007                  |                                | | |
| Сільське господарство                  | укр.       |                                                                                               | 1929            | 1929                  |                                | | Приложение к газете «Вісті ВУЦВК». |
| Сільські вісті                         | укр.       |                                                                                               | 1949            | издание не прекращено |                                | Колгоспне село [1949—1965] | |
| Спортивна газета                       | укр.       |                                                                                               | 1931            | 2009                  |                                | Радянський спорт [1938—1965] ← Готовий до праці і оборони [1936—1938] ← Готовий до праці та оборони [1931—1935] | |
| Студентський гарт                      | укр.       |                                                                                               | 1969            | 1983                  |                                | | |
| Тваринництво України                   | укр.       |                                                                                               | 1939            | 1949                  |                                | | |
| Техніка і індустріалізація             | укр.       |                                                                                               | 1929            | 1929                  |                                | | Приложение к газете «Вісті ВУЦВК». |
| Шахист                                 | укр.       | Комитет по делам физкультуры и спорта при Совнаркоме УССР                                     | 1936            | 3 марта 1938          | 3 в месяц                      | | |
| Шлях до знання                         | укр.       |                                                                                               | 1924            | 1940                  |                                | За письменність [1934—1936] ← Геть неписьменність! [1924—1933] | |
| Юный ленинец                           | рус.       |                                                                                               | 1938            | 1990                  |                                | Юный пионер [1938—1941] | |
| News from Ukraine                      | англ.      |                                                                                               | 1964            | 1996                  |                                | | |

## Использованная литература

### Издания украинских библиографирующих органов
- Періодичні видання УРСР : 1917—1960 : газети : бібліографічний довідник / Державний комітет Ради Міністрів Української РСР по пресі ; Книжкова палата Української РСР ; складачі: А. І. Козлова, Д. Х. Мазус, Г. Д. Рубан ті ін. ; ред. колегія: В. М. Скачков (відп. ред.), М. І. Багрич, А. І. Козлова. — Харків : Редакційно-видавничий відділ Книжкової палати УРСР, 1965. — С. 18—30.
- Періодичні видання УРСР : газети : 1961—1980 : бібліографічний покажчик / Державний комітет Української РСР у справах видавництв, поліграфії і книжкової торгівлі ; Книжкова палата УРСР імені Івана Федорова. — Харків : Редакційно-видавничий відділ Книжкової палати УРСР імені Івана Федорова, 1983. — С. 11—13.

### Издания всесоюзных и российских библиографирующих органов
- Газеты и журналы СССР : справочник на 1929 год о всех периодических изданиях, выходящих в СССР / сост. А. П. Хомский, П. С. Чеховской. — М. : НКПТ, 1929. — 168 с.
- Газеты СССР : 1917—1960 : библиографический справочник / ред. коллегия (председатель Г. Л. Епископосов) ; Всесоюзная книжная палата ; Государственная библиотека СССР им. Ленина ; Государственная публичная библиотека СССР им. М. Е. Салтыкова-Щедрина. — М. : Книга, 1970. — Т. 1 : Газеты Москвы, Ленинграда и столиц союзных республик. — 278 с.
- Летопись периодических изданий СССР : 1946 / Всесоюзная книжная палата. — М. : Издательство Всесоюзной книжной палаты, 1947. — 616 с.
- Летопись периодических изданий СССР : 1947 / Всесоюзная книжная палата. — М. : Издательство Всесоюзной книжной палаты, 1948. — 645 с.
- Летопись периодических изданий СССР : 1948 / Всесоюзная книжная палата. — М. : Издательство Всесоюзной книжной палаты, 1949. — 722 с.
- Летопись периодических изданий СССР : 1949 / Всесоюзная книжная палата. — М. : Издательство Всесоюзной книжной палаты, 1950. — 701 с.
- Летопись периодических изданий СССР : 1950—1954 : орган государственной библиографии СССР : в 2 ч. / Всесоюзная книжная палата. — М. : Издательство Всесоюзной книжной палаты, 1955. — Ч. 2 : Газеты / сост. Е. В. Иванова и др. — 500 с.
- Летопись периодических изданий СССР : 1955—1960 : орган государственной библиографии СССР : в 2 ч. / Всесоюзная книжная палата. — М. : Издательство Всесоюзной книжной палаты, 1962. — Ч. 2 : Газеты / сост. Е. В. Иванова и др. — 870 с.
- Летопись периодических изданий СССР : 1961—1965 : орган государственной библиографии СССР : в 2 ч. / Всесоюзная книжная палата. — М. : Книга, 1967. — Ч. 2 : Газеты / сост. Е. В. Иванова и др. — 756 с.
- Летопись периодических изданий СССР : 1966—1970 : орган государственной библиографии СССР : в 2 ч. / Всесоюзная книжная палата. — М. : Книга, 1975. — Ч. 2 : Газеты / сост. М. Э. Бирюкова и др. — 492 с.
- Летопись периодических и продолжающихся изданий : 1976—1980 : государственный библиографический указатель СССР / Всесоюзная книжная палата. — М. : Книга, 1985. — Ч. 2 : Газеты / отв. ред. И. Я. Левин. — 496 с.
- Летопись периодических и продолжающихся изданий : 1986—1990 : государственный библиографический указатель Российской Федерации / Российская книжная палата. — М. : Книжная палата, 1994. — Ч. 2 : Газеты / сост. Е. В. Мосунова и др. — 750 с. — ISSN 0201-0389.